# Абрамов Шетієль Семенович
Шетіє́ль Семе́нович Абра́мов (11 листопада 1918 , Дербент, Дагестанська область  — 14 травня 2004 , Москва ) — радянський офіцер, учасник Великої Вітчизняної війни, Герой Радянського Союзу (1945), підполковник (1995).
У роки Великої Вітчизняної війни особливо відзначився у боях під час звільнення міста Познань (нині Польща). 19 лютого 1945 року, після виходу зі строю командира батальйону, узяв командування на себе. При штурмі познанської цитаделі його батальйоном було знищено до 400 і взято в полон велику кількість солдатів та офіцерів супротивника.
У повоєнні роки — декан геологорозвідувального факультету Грозненського нафтового інституту, Заслужений діяч науки Чечено-Інгушської АРСР, кандидат геолого-мінералогічних наук.

## Біографія
Народився 11 листопада 1918 року у місті Дербент (нині Республіка Дагестан). Гірський єврей. Закінчив 10 класів школи у місті Махачкала (Дагестан), 1941 року — 3 курсу геологорозвідувального факультету Грозненського нафтового інституту.
В армії з липня 1941 року. У грудні 1941 року закінчив прискорені курси Грозненського військового піхотного училища.
Учасник Великої Вітчизняної війни з травня 1942 року на посаді командира взводу 242-ї гірськострілецької дивізії. 23 травня 1942 року у бою на Південно-Західному фронті був тяжко поранений, лікувався у шпиталі в Новочеркаську. Після лікування направлений на Сталінградський фронт, де боровся у складі 107-го стрілецького полку (76-та стрілецька дивізія) на посаді командира взводу розвідників. 27 вересня 1942 року був поранений вдруге, але повернувся в стрій. Після третього поранення був знову направлений на лікування до шпиталю.
З літа 1943 року — командир роти 246-го гвардійського стрілецького полку (82-га гвардійська стрілецька дивізія). 1943 року у складі Південно-Західного фронту звільняв Донбас і лівобережну Україну. У складі військ 3-го Українського фронту брав участь у форсуванні річок Інгулець, Інгул і Південний Буг, звільняв Одесу. У липні-серпні 1944 року на 1-му Білоруському фронті брав участь у захопленні та розширенні плацдарму на лівому березі Вісли, звільняв Варшаву та Лодзь.
Особливо відзначився у боях під час звільнення міста Познань (нині Польща). 19 лютого 1945 року, після виходу зі строю командира батальйону, узяв командування на себе. При штурмі познанської цитаделі його батальйоном було знищено до 400 і взято в полон велику кількість ворожих солдатів та офіцерів.
«За мужність та героїзм, виявлені у боях з німецько-фашистськими загарбниками», Указом Президії Верховної Ради СРСР від 31 травня 1945 року гвардії капітану Абрамову Шетієлю Семеновичу надано звання Героя Радянського Союзу з врученням ордена Леніна та медалі «Золота Зірка» (№ 6495).
Наприкінці березня 1945 року батальйон під командуванням Ш. С. Абрамова штурмом опанував фортецею Кюстрін (нині Костшин-над-Одрою), а потім брав участь у штурмі Берліна. За час війни був сім разів поранений.
Закінчив війну вже зі званням майора (надано 9.04.1945 р.).
У липні 1945 року спрямований на навчання до Військової академії імені М. В. Фрунзе. На полігоні академії отримав тяжку травму і не зміг продовжувати військову службу. З червня 1946 року майор Ш. С. Абрамов — у запасі.
1949 року, повернувшись до міста Грозний, закінчив Грозненський нафтовий інститут. До 1992 року працював у Грозненському нафтовому інституті, послідовно обіймаючи посади: лаборанта, асистента, старшого викладача, доцента, завідувача кафедри загальної геології, декана геологорозвідувального факультету.

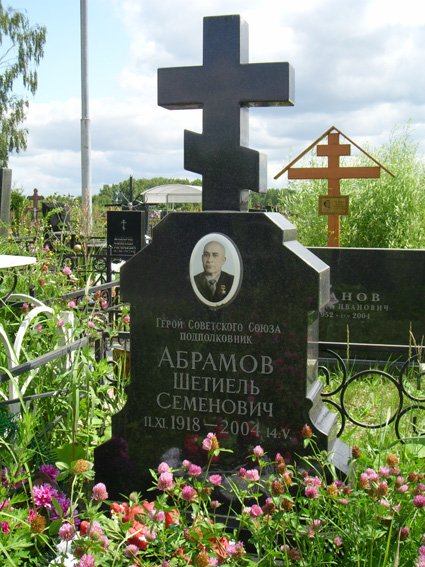
Пам'ятник на кургані Ш. С. Абрамова

Жив у місті Грозний (Чечня), з 1993 року — в Москві. Помер 14 травня 2004 року. Похований на Домодєдовському цвинтарі у Москві.

## Нагороди
Радянські державні нагороди та звання:
- Герой Радянського Союзу № 6495 (31 травня 1945)
- орден Леніна № 33100 (31 травня 1945)
- орден Червоного Прапора (11 лютого 1945)
- два ордена Вітчизняної війни I ступеня (29 серпня 1944, 11 березня 1985)
- орден Вітчизняної війни II ступеня (27 травня 1944)
- орден Червоної Зірки (9 серпня 1943)
- медалі

Заслужений діяч науки Чечено-Інгуської АРСР, кандидат геолого-мінералогічних наук.

## Публікації
- Нафта, її призначення, методи розвідки та видобутку (рос. Нефть, её назначение, методы разведки и добычи). — Грозний, 1956;
- Багатство надр Чечено-Інгушетії (рос. Богатство недр Чечено-Ингушетии). — Грозний, 1966.

## Сім'я
Дружина — Клавдія Степанівна. У роки війни Клавдія Степанівна служила лейтенантом, командиром медико-санітарного взводу батальйону, де в 1942 році служив Ш. С. Абрамов. Знов зустрілися після війни й одружилися. Викладала разом із чоловіком у Грозненському нафтовому інституті, у Грозненському нафтовому технікумі.
Двоє дітей: син Семен та дочка Світлана. Семен закінчив геологорозвідувальний факультет Грозненського нафтового інституту та став геофізиком, Світлана закінчила П'ятигорський інститут іноземних мов.

## Пам'ять
У Дербенті на будинку, де народився Ш. С. Абрамов, встановлено меморіальну дошку.